# Kaplica św. Floriana w Alwerni
Kaplica św. Floriana w Alwerni – kapliczka pw. Przemienienia Pańskiego znajdująca się w Alwerni, w powiecie chrzanowskim, w województwie małopolskim.
Kaplica murowana, na rzucie prostokąta, wybudowana w 1860 roku w stylu eklektycznym. Fundatorem był Żyd Grünbaum, założyciel kopalni glinki ogniotrwałej mirowskiej (grojeckiej) w Grojcu, w ramach podziękowania władzom za pomoc w budowie domu.
Na fasadzie budynku znajdują się dwie tablice pamiątkowe:

Na cześć
WSZECHMOGĄCEMU !

Alwernianie
w roku 1860

WYBUDOWANO W 1860 R
ODNOWIONO

Z OKAZJI XX ROCZNICY

WYBUCHU II WOJNY ŚWIATOWEJ

STARANIEM SPOŁECZEŃSTWA
ALWERNIA I IX 1959

## Wyposażenie
- ołtarz z obrazem Przemienienia Pańskiego;
- rzeźba św. Jacka;
- rzeźba św. Józefa[2].

Budynek stoi pośród sześciu dębów – pomników przyrody . Obok kaplicy znajduje się pomnik upamiętniający „Nieznanego żołnierza poległego za Ojczyznę”, którego fundatorami byli mieszkańcy miejscowości.